# Печень из Фалерий

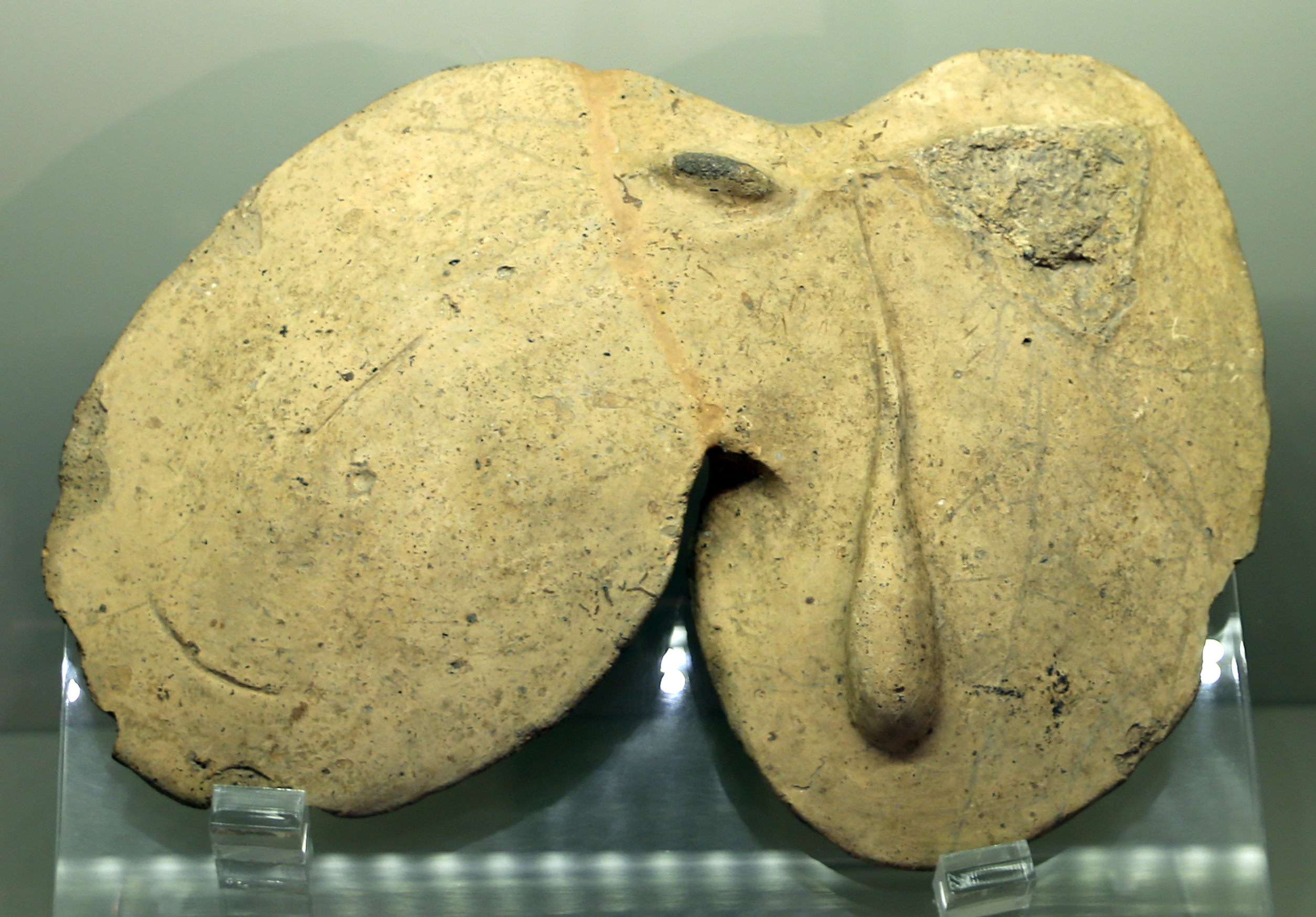
Печень в музее вилла Джулия

Печень из Фалерий или печень из Фалерии-Ветерес — терракотовая модель печени барана или овцы, найденная в руинах храма Сказато в Фалерии-Ветерес в коммуне Чивита-Кастеллана, провинция Витербо. Одна из двух известных моделей печени, найденных в Италии (наряду с печенью из Пьяченцы). Использовалась для обучения гаруспиков иеромантии.

## История
Печень датируется концом IV века до нашей эры (310—300 годами до н. э.), но некоторые учёные датируют её примерно II веком до нашей эры, тогда как другие считают современником печени из Пьяченцы. Размер модели — 28 на 20 см, она выполнена из очень светлой глины с примесью слюды, типичной для области Фалерий. Артефакт был найден между 1887 и 1888 во время раскопок в местности Сказато в коммуне Чивита-Кастеллана, среди руин древнего города Фалерии-Ветерес. С конца XIX века хранится в Национальном музее этрусской культуры вилла Джулия в Риме.
Учёный Вальтер Буркерт, один из ведущих экспертов по периоду ориентализации, считает, что распространение иеромантии в Греции и Италии является одним из самых ярких свидетельств культурного контакта в период ориентализации между западным и восточным миром, и что это связано с небольшими миграционными движениями энергических персонажей из восточного мира, от которых нельзя ожидать значительных археологически идентифицируемых следов.

## Описание
Как и на печени из Пьяченцы, на данной модели есть линии на левой доле, идентичные вавилонским manzāzu и padānu (в переводе — «пристанище» и «путь»). Эти линии часто встречаются на настоящих печенях в результате отпечатывания других внутренностей. На вавилонских моделях эти линии расположены горизонтально и вертикально соответственно; в отличие от них, на печени из Фалерий эти линии изогнуты и расположены иначе.
М. Р. Бачварова считает, что печень из Пьяченцы и печень из Фалерий являются наследниками двух различных путей заимствования гадания на печени: печень из Фалерий восходит к анатолийской традиции, заимствованной во втором тысячелетии до н. э., а печень из Пьяченцы — к халдейской, занесённой во время эллинистического периода. Она является сторонницей западноанатолийского происхождения этрусков и полагает, что они принесли с собой первоначальную традицию гаруспиций, породившую печень из Фалерий, и лишь позже части печени были соотнесены с частями неба под ближневосточным влиянием, что нашло своё отражение в печени из Пьяченцы. Схожее мнение высказывал и Л. Б. Ван дер Мер. Ж. Нугероль отмечал, что печень из Фалерий намного более сходна с ближневосточными моделями, чем печень из Пьяченцы; впрочем, это сходство может объясняться тем, что и печень из Фалерий, и ближневосточные модели выполнены из глины. Кроме того, печень из Фалерий крупнее ближневосточных, так как сделана в натуральную величину.